# پل هاوس
پل هاوس (به انگلیسی: Paul House) (زاده ۱۹۴۴) کارآفرین، بازرگان و مدیر ارشد اجرایی کانادایی است، که در حال حاضر به‌عنوان رییس هیئت مدیره شرکت تیم هورتونز فعالیت می‌کند.